# Храм Входа Господня в Иерусалим (Торопец)
Входоиерусалимская церковь — уничтоженный в советское время православный храм, располагавшийся в городе Торопец Тверской области.

## Расположение
Храм располагался в центре города, на месте пресечения улицы Некрасова с Базарной площадью. В настоящее время на этом месте находится рынок и торговые здания.

## История
Каменный храм был построен в 1860 году на средства прихожан вместо сгоревшего деревянного. Имел два престола: главный во имя Входа Господня в Иерусалим и придельный во имя Параскевы Пятницы.
В 1897 году храм и колокольню снаружи оштукатурили и отбелили известью. На пожертвования тогда же было отлито 10 колоколов, самый большой весил более 1240 кг.
К храму были приписаны Воскресенская и Ильинская церкви.
В разные годы в храме служили следующие священники:
- Василий Матфиевич Алмазов
- Иоанн Архангельский

- Василий Алексиевич Носов (21.11.1895 — 1913)

Храм не сохранился, год утраты не установлен.

## Галерея
- Храм Входа Господня в Иерусалим в Торопце